# 阪口豊
阪口 豊（さかぐち ゆたか、1929年4月15日 - 2019年7月9日）は、日本の地理学者・第四紀学者。東京大学名誉教授。

## 経歴
東京大学理学部地理学科を卒業し、東京大学大学院を経て地理学教室の助手となった。当時の地理学教室のスタッフは、多田文男教授、佐藤久助教授、吉川虎雄助教授、小堀巌講師、岩塚守公助手といった面々であった。
学生時代から陸水に関心を寄せ、大学院生のころから泥炭地の研究に取り組んだ。1960年代には，地表面の高度分布の統計分析に基づいて、山地における地形発達史を論じ、また、全国の河川の流域面積と高度比分布曲線を解析して、地域ごとの地形発達の多様性を検討した。
日本地理学会では様々な役職を務めて名誉会員となり、日本第四紀学会でも1965年から1985年まで評議員を務め、名誉会員となった。

## 主な著書

### 単著
- ウィーンと東アルプス、古今書院（リージョナル・ブックス）、1973年
- 泥炭地の地学 : 環境の変化を探る、東京大学出版会、1974年
- 尾瀬ケ原の自然史 : 景観の秘密をさぐる、中央公論社（中公新書）、1989年

### 共著
- （小林国夫との共著）氷河時代、岩波書店、1982年

### 編著
- 日本の自然、岩波書店、1980年